# Syangrumba
Syangrumba (nep. स्याबरुम्बा) – gaun wikas samiti we wschodniej części Nepalu w strefie Meći w dystrykcie Panchthar. Według nepalskiego spisu powszechnego z 2001 roku liczył on 698 gospodarstw domowych i 3699 mieszkańców (1906 kobiet i 1793 mężczyzn).